# 陈启沅
陳啟沅（1834年—1903年），字啟沅，諱如瑯、號芷馨、息心老人、息心居士，也被稱為嶺南畸人，別號鬼眼陳，全因排行第七，又叫鬼眼七，广东南海人，中国第一家机器缫丝厂的创办人。

## 生平
1850年，陳啟沅兩次參加童生試未中。1859年赴越南，幫助兄陳啟樞在安南堤岸海偏街設立怡昌蔭號，經營雜貨紗綢，及後擴充發展，開設均和棧雜貨店、均和昌醬園、浴昌和東京莊、盛其祥谷米行，十幾年間成為堤岸著名華僑商人。
陈于清朝同治十二年（1873年）回國，同年以七千餘兩在南海简村祖屋旁辦起继昌隆缫丝厂，翌年秋冬投產，这是中国第一家近代民族资本工厂，實現了中國近代的紡織業從手工操作走向機械化的機器繅絲業，工效提高了十倍，質量也高出三分之一，大大提高了勞動生産率，标志着中国民族资产阶级的兴起。同時，培育了中國第一代以女工為主的產業工人有十多萬人之眾。至1913年, 全省生絲出口為四萬五千担, 價值四千多萬元, 一度成為珠江三角洲地區的工業支柱。
但由于机器缫丝挤占了当地手工业工人的就业机会，1881年8月南海當地手工繅絲業行會錦綸堂召集村民千餘人，將該廠附近的裕厚昌機器繅絲廠搗毀。隨後南海县官徐賡陛以機器繅絲廠「男女混雜，易生瓜李之嫌」、「一家得利，而使千百窮黎失其恆業，其必起而爭」、「各省制辦機器，均系由官設局平民不得私擅購置」等為理由，下令各機器繅絲廠停業，被迫迁往澳门，改名「和昌絲廠」與「復和隆絲廠」。1885年復將絲廠遷回簡村，改名「世昌綸」，以一人一機之小型繅絲機方式繼續經營。
陈启沅於1903年在南海去世。而继昌隆缫丝厂因為國際市場競爭激烈與後人不善經營，缫丝厂於1923年結業。

## 紀念
綺亭陳公祠位於西樵鎮簡村，建於1887年，占地面積達1500平方米，為一座清代的二進四合院式硬山頂建築。1992年5月14日，其使用權由陳啟沅親屬捐贈給政府，由佛山南海區博物館管理。2002年4月15日，位於綺亭陳公祠內的陳啟沅紀念館正式開館。同年7月，綺亭陳公祠被公布為廣東省第四批文物保護單位。
為紀念陳啟沅，西樵輕紡城廣場前正對的大馬路被命名為啟沅路。

## 家族
陳啟沅的二兄是陳啟樞，三兄是陳啟標。
陈啟沅之孙陈廉伯，为20世纪初广州商团领袖。